# Vejle (Faaborg-Midtfyn)
Vejle es una localidad situada en el municipio de Faaborg-Midtfyn, en la región de Dinamarca Meridional (Dinamarca), con una población estimada a principios de 2018 de unos 1066 habitantes.
Se encuentra ubicada al sur de la isla de Fionia, cerca de la costa del mar Báltico.